# Mehmet Sabri Erbakan
Mehmet Sabri Erbakan (* 1. Februar 1967 in Köln) ist ein deutscher Arzt sowie muslimischer Funktionär. Er war von April 2001 bis Oktober 2002 Vorsitzender sowie viele Jahre Generalsekretär der Islamischen Gemeinschaft Millî Görüş und lebt in Köln/Bonn.

## Leben
Erbakans Mutter ist die konvertierte deutsche Juristin Amina Hanna Erbakan (Deutschsprachige Islamische Frauengemeinschaft, DIF und Institut für Internationale Pädagogik und Didaktik, IPD), sein Vater der in den achtziger Jahren verstorbene Rechtsanwalt Akgün Erbakan, ein jüngerer Bruder des muslimischen türkischen Politikers Necmettin Erbakan. Mit 13 übernahm Erbakan das erste Amt in der Jugendabteilung der Milli Görüs.
Er studierte in Köln Medizin und war als Funktionär in der Muslim Studentenvereinigung (MSV) aktiv.
Erbakan ist verheiratet mit einer Deutschen und über seine jüngere Schwester Sahiba verschwägert mit dem islamischen Multifunktionär Ibrahim El-Zayat, der auch Geschäftsführer der milli-görüs-nahen Europäischen Moscheebau und -unterstützungsgemeinschaft (EMUG) ist. Erbakan war zunächst seit dem 22. Januar 1995 stellvertretender Vorsitzender der EMUG und seit dem 12. Mai 1996 Generalsekretär der IGMG. Anfang des Jahres 2001 übernahm er schließlich den Vorsitz beider Organisationen, den er jedoch überraschend im Oktober 2002 niederlegte. Für Erbakans überraschenden Rücktritt vom IGMG-Vorsitz am 20. Oktober 2002 wurden verschiedene Gründe berichtet, darunter politische, moralische und gesundheitliche.
Erbakan versuchte während seines Vorsitzes eine eindeutige Ausrichtung auf Europa durchzusetzen. Seine Amtsführung war gekennzeichnet von dem Versuch der Vertiefung des Dialogs der Religionen und von Integrationsbemühungen, so z. B. durch Deutschkursangebote, Förderung der Frauen im Verband und Öffnung des Verbandes für die deutsche Gesellschaft. Trotz seiner familiären Bindungen in die Türkei sprach er sich, angesichts der Erkenntnis, eine in Deutschland bleibende religiöse Minderheit zu sein, für eine Abkehr von den traditionellen türkeiorientierten Positionen aus und förderte eine Haltung, die im Dialog mit der deutschen Gesellschaft einen Raum für eine neue religiöse Minderheit finden wollte. Die jüngeren in Deutschland aufgewachsenen Funktionäre folgtem ihm, während die ältere Generation eher an traditionellen Formen festhalten wollte. Trotz vieler Erfolge in der von ihm eingeschlagene Politik wurde „die Spannung zwischen dem, was man (als Vorsitzender) de facto noch vertritt, und dem, was man noch nicht erreicht hat, zu groß“, so Erbakan wörtlich in einem Interview auf die Frage, warum er auf dem Gipfel der Macht sein Amt niederlegte.
Dessen ungeachtet fand etwa Erbakans Einbürgerungsinitiative auch die Beachtung des Verfassungsschutzes: Erbakan habe auf einer Veranstaltung die Vorteile der deutschen Staatsbürgerschaft zum Erreichen des „gemeinsamen Ziels“ [der politischen Einflussnahme] vorgestellt. Türkischstämmige deutsche Staatsbürger sollten Türken aus der Türkei heiraten. Dies sei mit geringem Aufwand möglich. Dadurch würden die Ehepartner und Kinder ebenfalls Deutsche; man stärke damit die Gemeinschaft und bringe diese ihrem Ziel binnen fünf Jahren näher, so Erbakan.